# Groupe terminal

Exemple de structure chimique d'un polymère (polyprénol) ; dans ce cas, les extrémités de chaîne sont -OH (groupe fonctionnel) et -H.

En chimie des polymères, un groupe terminal (ou une extrémité de chaîne) est une unité constitutive (un atome ou un groupe d'atomes) localisée à une extrémité d'une macromolécule ou d'un oligomère,. Par exemple, le groupe terminal d'un PET (polyester) peut être un groupe hydroxyle ou un groupe carboxyle.
Un groupe terminal n'est lié qu'à un seul motif de répétition.
La chaîne d'un polymère linéaire contient deux groupes terminaux ; les polymères hyperbranchés en possèdent quant à eux un grand nombre.
Un même groupe (terminal ou non) réactif peut, selon la réaction dans laquelle il est impliqué, être mono- ou divalent ; ex. : un groupe amine primaire.
En plus de leur utilisation comme réactifs, les groupes terminaux peuvent aussi être utilisés pour déterminer la masse molaire des molécules.
L'influence des groupes terminaux sur les propriétés d'une molécule est d'autant plus élevée que sa masse molaire est plus faible ; voir par exemple le cas des polyéthers.